# اچ‌دی ۱۹۷۰۳۶
اچ‌دی ۱۹۷۰۳۶ یک ستاره است که در صورت فلکی ماکیان قرار دارد.